# Claude Guillon
Claude Guillon (* 17. September 1952 in Paris; † 19. Januar 2023) war ein französischer Schriftsteller, Essayist und politischer Aktivist.

## Leben
Guillon tat sich insbesondere als nachdrücklicher Verfechter des Rechtes auf einen selbstbestimmten Tod hervor. Große Bekanntheit erlangte er 1982 durch sein gemeinsam mit Yves Bonniec verfasstes Buch Suicide, mode d’emploi: histoire, technique, actualité (auf Deutsch erschienen als Gebrauchsanleitung zum Selbstmord), das im Frankreich der Ära Mitterrand eine hitzige gesellschaftliche und politische Kontroverse zu den Themen „Recht auf Suizid“ und Euthanasie hervorrief und mit mehr als 100.000 verkauften Exemplaren zu einem Bestseller wurde.
Als politischer Aktivist fiel Guillon durch zahlreiche Flugblätter auf, in denen er das Militär und die kapitalistischen Wirtschaftsstrukturen attackierte. Daneben hat Guillon auch literarische Texte veröffentlicht, so etwa 42 Gründe für Frauen mich zu meiden (mit Illustrationen von Edmond Baudoin).

### Die „Gebrauchsanleitung zum Selbstmord“
Guillons Hauptwerk ist das Buch Suicide, mode d’emploi: Histoire, technique, actualité. In diesem propagiert er das Recht auf Suizid. Das Buch löste unmittelbar nach seinem Erscheinen 1982 in Frankreich eine lebhafte, mitunter bittere gesellschaftliche Debatte über Legitimität bzw. Illegitimität des Suizids als einer menschlichen Handlung und insbesondere über die Vertretbarkeit oder Unvertretbarkeit, Suizidwilligen Informationen über die Wege und Möglichkeiten, möglichst leicht und schmerzfrei die eigene Selbsttötung zu verwirklichen, zugänglich zu machen, aus.
In Deutschland wurde eine Übersetzung des Werkes unter dem Titel Gebrauchsanleitung zum Selbstmord veröffentlicht.
Guillons Buch stellt zum einen eine Kulturgeschichte des Suizids dar, indem es systematisch die vorherrschenden Sichtweisen beschreibt, die im Laufe der Geschichte in verschiedenen Gesellschaften, Staatssystemen, sozialen Milieus (z. B. Strafvollzug, Militär usw.), Religionsgemeinschaften, Rechtssystemen, philosophischen Schulen und theologische Richtungen zum Phänomen Suizid eingenommen wurde.
Daneben enthält das Werk im Anhang einen Leitfaden zur möglichst erfolgreichen Verwirklichung eines Suizids. In diesem werden verschiedene Praktiken zur Verwirklichung eines Suizids aufgelistet und in ihrem Ablauf beschrieben. Zudem werden diese Suizidmethoden auch auf ihre Erfolgsaussichten hin bewertet, d. h. darauf hin, wie groß die Chance ist, dass sie den Tod herbeiführen. Dabei werden auch Angaben gemacht, wie schnell bzw. langsam, wie qualvoll (oder qualfrei) usw. bestimmte Suizidmethoden den Tod erfahrungsgemäß (in der Regel) herbeiführen. Die Erkenntnisse des Werkes beruhen auf Angaben, die Guillon durch Befragung von Medizinern, forensischen Pathologen und anderen Sachverständigen sowie durch Auswertung einschlägiger Spezialwerke erlangte. Die Effektivität der in dem Buch dargelegten Selbsttötungsmethoden wurde später u. a. durch das Deutsche Ärzteblatt bestätigt.
In Frankreich wurde das Buch nach heftigen Debatten im Parlament, in den Medien und in der Öffentlichkeit schließlich verboten, nachdem man es zum Anlass für eine 1987 verabschiedete Novellierung der Tötungsgesetze genommen hatte: Seither ist die „Ermutigung“ bzw. „Veranlassung“ eines Menschen zum Suizid in Frankreich strafbewehrt. Das vom Parlament erwünschte Ziel, so eine weitere Verbreitung des Buches zu unterbinden, wurde gleichwohl nur bedingt erreicht, da das Buch sich in der Zwischenzeit allein in Frankreich mehr als 100.000 Mal verkauft hatte und bereits in sechs andere Sprachen übersetzt worden war. Nachdem neben der parlamentarischen Untersuchung der Angelegenheit auch mehr als zehn Strafverfahren um das Werk angestrengt worden waren, wurde 1991 der Verkauf, nicht aber der Besitz oder die Weitergabe der Gebrauchsanleitung endgültig verboten.
In der Bundesrepublik Deutschland stieß das Werk auf ein geteiltes Echo: Es wurde ein großer Andrang auf das Buch registriert, wobei viele Kunden um Versand an ihre Privatadresse baten, da sie fürchteten, bei einer Abholung im Buchladen „schief angesehen“ zu werden. Auch erhielt der die Übersetzung herausgebende Verlag zahlreiche Dankschreiben, in denen ihm hierfür gedankt wurde. Die Wochenzeitung Die Zeit vermerkte mit Blick darauf, dass viele Dankschreiben in Sütterlin-Schrift gehalten waren, dass diese offenbar von alten Menschen stammten, die über die ihnen durch das Buch zur Verfügung gestellten Informationen erleichtert seien, wie sie den von ihnen gehegten Wunsch, einem qualitativ stark beeinträchtigten oder qualvollen Dasein (etwa aufgrund von Krankheit oder Einsamkeit) durch den Tod zu entkommen, auf eine möglichst angenehme und schmerzlose Weise verwirklichen könnten.
1983 wurde die Übersetzung des Buches von der Bundesprüfstelle für jugendgefährdende Schriften auf den Index gesetzt. Durch ein Urteil des Verwaltungsgerichts Köln vom 14. Juli 1985 wurde das Verbot jedoch für rechtswidrig erklärt und aufgehoben. In der Begründung hieß es, dass die Prüfstelle sich „einer Gesamtwürdigung des Buches entzogen“ habe. Seitdem war das Buch frei im Handel. Im Juni 2008 wurde das Buch für weitere 25 Jahre folgeindiziert.
2004 veröffentlichte Guillon ein zweites Buch, in dem er sich mit der Kontroverse um seine Person und sein Buch befasst.

#### Ergebnisse
Guillon vertrat in seinem Werk die Auffassung, dass es jedem Menschen freistehen müsse, mit seiner eigenen Person und seinem eigenen Leben alles zu tun, wodurch er keinem anderen Menschen Schaden zufüge, dass es also nichts anderes als das gute Recht eines jeden Menschen sei, sich zu töten, wenn er nicht mehr zu leben wünsche, und dass es daher nichts anderes als ein Gebot des Anstandes sei, einem grundsätzlich und dauerhaft am Leben nicht mehr interessierten Menschen Informationen und Mittel zum Freitod an die Hand zu geben. Guillons Gegner warfen ihm hingegen vor, dass sein Werk die Menschen auf unverantwortliche Weise zum Suizid animiere, da es diesen als eine praktikable Möglichkeit in ihr Bewusstsein hebe. Insbesondere das 10. Kapitel der Gebrauchsanweisung, das beschreibt, welche Arzneien in welcher Dosierung eingenommen einen schnellen und schmerzfreien Tod herbeiführen, geriet ins Fadenkreuz der – vor allem aus kirchlichen und konservativen Kreisen kommenden – Kritiker.
In Form einer Querschnittsanalyse von ihm von Medizinern gemachten Mitteilungen sowie von medizinischen, toxikologischen und forensischen Werken, die sich mit dem Thema der Durchführung des Suizids befassen, trug Guillon auch Richtwerte zu den letalen Dosierungen (LD) von damals (in Frankreich) gebräuchlichen Medikamenten aus den betreffenden Fachstudien zusammen:

## Werke (Auswahl)
- Claude Guillon et Yves le Bonniec: Suicide, mode d'emploi: histoire, technique, actualité. Alain Moreau, Paris 1982 (réimpr. 1987), ISBN 2852090007. (Digitalisat)
  - Claude Guillon et Yves le Bonniec: Gebrauchsanleitung zum Selbstmord: eine Streitschrift für das Recht auf einen frei bestimmten Tod. Robinson, 1982. (Digitalisat)
- Claude Guillon, Droit à la mort: Suicide, mode d'emploi, ses lecteurs et ses juges. Hors Commerce, Paris 2004, ISBN 2915286345.
- Claude Guillon: Droit de réponse au texte de Marcela Iacub. In: Libération, 1. November 2005